# World's Strongest Man
World's Strongest Man è una competizione volta a determinare l'essere umano più forte del pianeta tramite varie prove di forza fisica. I partecipanti, selezionati in base ai risultati conseguiti nei maggiori tornei nazionali e internazionali di Strongman, sono al massimo 26, divisi in gruppi di cinque. I primi due di ogni gruppo accedono alla finale.
Per diversi anni molti atleti scandinavi come Magnús Ver Magnússon e Jón Páll Sigmarsson hanno dominato la gara, mentre in anni più recenti sono emersi molti atleti provenienti dall'Europa orientale.
A partire dal 2002 alla gara maschile si è affiancata anche una competizione riservata alle donne, la World's Strongest Woman, dove vengono affrontate le medesime prove da parte delle donne, ma con pesi ridotti.

## Storia
La manifestazione venne concepita nel 1977 dalla CBS. Nel 1982, la CBS vendette i diritti alla BBC, che successivamente li rivendette alla TWI.
Inizialmente, otto atleti di primo piano in rappresentanza di vari sport nell'ambito della forza fisica quali atletica pesante, powerlifting e bodybuilding furono invitati per competere fra di loro in prove di forza tramite le quali determinare il più forte di essi. Tra questi atleti anche Lou Ferrigno e Franco Columbu molto noti per i risultati nel culturismo e per le apparizioni nel mondo del cinema, la loro presenza e l'ambientazione scenografica presso gli Universal Studios di Los Angeles contribuirono a far conoscere al pubblico la neonata manifestazione. Le prime edizioni erano caratterizzate da un numero ridotto di prove da sostenere, ma nel corso degli anni traendo spunto dal powerlifting, dagli Highland Games britannici e dalla mitologia classica e nordica furono introdotte nuove prove più articolate, spettacolari e complesse.

## Prove da sostenere
Ci sono determinate prove presenti in ogni competizione, spesso variano in ordine cronologico così da favorire alcuni concorrenti.
- Farmer's Walk - Si ispira al lattaio che trasporta i fusti contenenti il latte, con ognuna delle due mani devono afferrare e trasportare oggetti pesanti 125–170 kg per una certa distanza e nel più breve tempo possibile.[1]
- Fridge Carry - Il trasporto del "frigorifero", composto da una barra trasversale e di due montanti appesantiti dal peso di 415 kg viene appoggiato sulle spalle e trasportato per 30 metri, tempo limite 60 secondi.[2]
- Atlas Stones - Le pietre di Atlante, cinque grosse pietre sferiche con pesi crescenti da 100 kg a 160 kg devono essere poste sopra il rispettivo piedistallo o piattaforma che dista dai 5 metri ai 10 metri. Di solito è l'ultima prova.[3]
- Africa Stone - Una grossa pietra piatta la cui forma ricorda il continente africano, del peso di 175 kg, viene sollevata e appoggiata sul petto, trattenuta stringendo le mani e trasportata più distante possibile.[4]
- Truck Pulling - Il traino dell'autocarro: un mezzo di trasporto, sovente un camion ma anche autobus o tram, viene spostato tirando a sé una corda fissata al concorrente mediante una imbragatura sulle spalle.[5]
- Over head Press - Un tronco del peso di 115 kg viene sollevato più volte possibile sopra la testa, un esercizio molto simile allo slancio nel sollevamento pesi. Vince chi esegue più ripetizioni, tempo limite 75 secondi.[6]
- Squat - Gli atleti si dispongono con le spalle sotto un bilanciere (o barre con zavorre di vario genere, spesso cose o persone) ed eseguono degli squat, dei sollevamenti di pesi che variano da 235 kg a 320 kg. Vince la prova chi completa tutta la serie nel minor tempo.[7]
- Deadlift - Lo stacco da terra. Questo esercizio consiste nel sollevare da terra bilancieri (o barre con zavorre di vario genere, spesso oggetti o persone) del peso variabile dai 250 kg ai finali 335 kg. L'esecuzione è importante, fino a quando le ginocchia non sono distese la prova non è superata.[8]
- Deadlift for reps - Lo stacco da terra di un oggetto sovente una autovettura, che viene posizionata su di un telaio e sollevata sull'asse posteriore. Vince chi esegue più ripetizioni.[9]
- Hercules Hold - I pilastri di Ercole: gli atleti si posizionano a braccia aperte tra due grossi pilastri inclinati pesanti 160 kg e devono trattenerli mediante delle catene che stringono tra le mani, vince chi resiste più tempo.[10]
- Fingal's Fingers - Una serie di cinque tronchi con peso crescente da 200 kg a 300 kg infulcrati ad una estremità devono essere sollevati da terra in modo da far compiere al tronco una rotazione di 180°.[11]
- Carry and Drag - Due oggetti del peso di 130 kg devono essere trasportati oltre una certa distanza, poi un'ancora e relativa catena pesanti 300 kg vengono trascinate camminando all'indietro.[12]
- Giant Log Lift - Il sollevamento del tronco gigante, un grosso tronco pesante 380 kg, di cui una estremità fa da fulcro, viene sollevato sopra la testa dall'altra estremità provvista di manopole. Vince chi esegue più ripetizioni.[13]
- Plane Pull - Il traino dell'aereo, il contendente con l'aiuto di una imbragatura e di una corda deve tirare e quindi spostare un aereo del peso di circa 70 tonnellate.[14]

## Albo d'oro dei campioni
Queste informazioni sono tratte da questa fonte.
| anno | Campione                | Luogo                                                 |
| ---- | ----------------------- | ----------------------------------------------------- |
| 1977 | Bruce Wilhelm           | Universal Studios, Hollywood, Los Angeles, California |
| 1978 | Bruce Wilhelm           | Universal Studios, Hollywood, Los Angeles, California |
| 1979 | Don Reinhoudt           | Universal Studios, Hollywood, Los Angeles, California |
| 1980 | Bill Kazmaier           | New Jersey                                            |
| 1981 | Bill Kazmaier           | Magic Mountain, California                            |
| 1982 | Bill Kazmaier           | Magic Mountain, California, USA                       |
| 1983 | Geoff Capes             | Christchurch, Nuova Zelanda                           |
| 1984 | Jón Páll Sigmarsson     | Mora, Svezia                                          |
| 1985 | Geoff Capes             | Cascais, Portogallo                                   |
| 1986 | Jón Páll Sigmarsson     | Nizza, Francia                                        |
| 1987 | Edizione non disputata  |                                                       |
| 1988 | Jón Páll Sigmarsson     | Budapest, Ungheria                                    |
| 1989 | Jamie Reeves            | San Sebastián, Spagna                                 |
| 1990 | Jón Páll Sigmarsson     | Joensuu, Finlandia                                    |
| 1991 | Magnús Ver Magnússon    | Tenerife, Isole Canarie                               |
| 1992 | Ted van der Parre       | Islanda                                               |
| 1993 | Gary Taylor             | Orange, Francia                                       |
| 1994 | Magnús Ver Magnússon    | Sun City, Sudafrica                                   |
| 1995 | Magnús Ver Magnússon    | Bahamas                                               |
| 1996 | Magnús Ver Magnússon    | Port Louis, Mauritius                                 |
| 1997 | Jouko Ahola             | Primm, Nevada                                         |
| 1998 | Magnus Samuelsson       | Tangeri, Marocco                                      |
| 1999 | Jouko Ahola             | La Valletta, Malta                                    |
| 2000 | Janne Virtanen          | Sun City, Sudafrica                                   |
| 2001 | Svend Karlsen           | Victoria Falls, Zambia                                |
| 2002 | Mariusz Pudzianowski    | Kuala Lumpur, Malaysia                                |
| 2003 | Mariusz Pudzianowski    | Victoria Falls, Zambia                                |
| 2004 | Vasyl Virastyuk         | Nassau, Bahamas                                       |
| 2005 | Mariusz Pudzianowski    | Chengdu, Cina                                         |
| 2006 | Phil Pfister            | Sanya, Cina                                           |
| 2007 | Mariusz Pudzianowski    | Anaheim, California, USA                              |
| 2008 | Mariusz Pudzianowski    | Charleston, Virginia Occidentale, USA                 |
| 2009 | Žydrūnas Savickas       | La Valletta, Malta                                    |
| 2010 | Žydrūnas Savickas       | Sun City, Sudafrica                                   |
| 2011 | Brian Shaw              | Wingate, USA                                          |
| 2012 | Žydrūnas Savickas       | Los Angeles, USA                                      |
| 2013 | Brian Shaw              | Sanya, Cina                                           |
| 2014 | Žydrūnas Savickas       | Los Angeles, USA                                      |
| 2015 | Brian Shaw              | Kuala Lumpur, Malaysia                                |
| 2016 | Brian Shaw              | Botswana                                              |
| 2017 | Eddie Hall              | Gaborone, Botswana                                    |
| 2018 | Hafþór Júlíus Björnsson | Manila, Filippine                                     |
| 2019 | Martins Licis           | Bradenton, USA                                        |
| 2020 | Oleksii Novikov         | Bradenton, USA                                        |
| 2021 | Tom Stoltman            | Sacramento, USA                                       |
| 2022 | Tom Stoltman            | Sacramento, USA                                       |
| 2023 | Mitchell Hooper         | Myrtle Beach, USA                                     |

## Campioni per nazione
| Nazione     | Titoli |
| ----------- | ------ |
| Stati Uniti | 12     |
| Islanda     | 9      |
| Regno Unito | 6      |
| Polonia     | 5      |
| Lituania    | 4      |
| Finlandia   | 3      |
| Ucraina     | 2      |
| Paesi Bassi | 1      |
| Norvegia    | 1      |
| Svezia      | 1      |
| Canada      | 1      |

## Pluricampioni
| Campione             | Vittorie |
| -------------------- | -------- |
| Mariusz Pudzianowski | 5        |
| Jón Páll Sigmarsson  | 4        |
| Magnús Ver Magnússon | 4        |
| Žydrūnas Savickas    | 4        |
| Brian Shaw           | 4        |
| Bill Kazmaier        | 3        |
| Jouko Ahola          | 2        |
| Geoff Capes          | 2        |
| Bruce Wilhelm        | 2        |
| Tom Stoltman         | 2        |